# 임철호 (1905년)

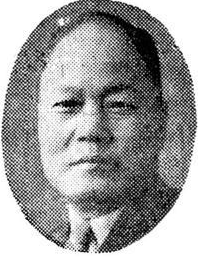
임철호

임철호(任哲鎬, 1905년 6월 12일 충남 부여 ~ 1990년 8월 19일)는 법조인 출신으로 제4대 국회의원과 농림부장관을 지낸 대한민국의 정치인이다.
일제강점기에 일본 메이지 대학을 졸업하고 고등문관시험에 합격하여 변호사가 되었다. 광복 후 초대 대통령 이승만의 비서관이 되어 정계에 입문했으며, 한일회담 대표와 자유당 핵심 당료를 지내는 등 제1공화국 후반기에 이기붕을 둘러싼 자유당 실세 그룹 중 한 명으로 활동했다. 대한민국 제4대 국회 부의장을 지내고 이기붕의 후계자설이 나돌 정도의 거물이었으나, 4·19 혁명과 5·16 군사정변 이후 지탄의 대상이 되어 수감되었다.

## 약력
- 1933년 : 일본 메이지 대학 법학부 졸업
- 1933년 : 일본 고등문관시험 사법과 합격
- 변호사
- 1948년 : 대통령비서관
- 1951년 : 한일회담 대표
- 1952년 : 자유당 중앙당 조직부장
- 1952년 : 자유당 중앙위원회 부의장
- 1955년 : 농림부장관
- 대한잠사회 회장
- 1959년 : 국회부의장
- 중앙여자고등학교, 풍문여자고등학교 재단이사
- 1968년 : 신민당 부여군 지구당 위원장

## 역대 선거 결과
|  | 18.18% |

|  | 53.19% |

|  | 34.5% |